# Renaye Bowen
Renaye Bowen (* 19. Dezember 1952) ist eine ehemalige US-amerikanische Sprinterin.
1975 wurde sie bei den Panamerikanischen Spielen in Mexiko-Stadt Fünfte über 100 m.
Beim Leichtathletik-Weltcup 1977 in Düsseldorf erreichte sie mit dem US-Team in der 4-mal-100-Meter-Staffel nicht das Ziel.
1974 wurde sie US-Meister über 100 Yards. Ihre persönliche Bestzeit über 100 m von 11,38 s stellte sie am 31. Mai 1976 in San Diego auf.